# Pietra Acuta
Pietra Acuta è una formazione monzogranitica dell'isola d'Elba. 

## Descrizione
Situata nella parte occidentale dell'isola, alle falde del Monte Perone, raggiunge un'altezza di 280 metri sul livello del mare.
Il toponimo, attestato dal 1763 nella forma Pietraùta, deriva dalla morfologia piramidale della stessa formazione rocciosa.
Sino al XIX secolo rappresentava uno dei confini del pascolo comunitativo del vicino paese di Sant'Ilario in Campo.